# Stokkseyrar-Dísa
Thordis Markusdottir (isländska: Þórdís Markúsdóttir), känd som Stokkseyrar-Dísa, född 1668, död 1728, var en isländsk magiker  (galdramästare). Hon är känd i den isländska folkloren för sina påstådda magiska bedrifter. 
Thordis Markusdottir tillhörde öns elit som barnbarn till syssloman Torfi Erlendsson från Stafnes och släkt med Thormodus Torfæus, historiker hos kungen av Danmark. Hon var bosatt i Stokkseyri, därav namnet. Stokkseyrar-Dísa studerade traditionella isländska galdrar, det vill säga trollformler, och försökte också praktisera dem. Tio olika folksagor finns upptecknade om henne. Särskilt välkända är berättelserna om henne och Sira Eirikur Magnusson från Vogsos (död 1716), med vilken hon mätte sina påstådda magiska krafter.     
Stokkseyrar-Dísa figurerar i Häxmästaren av Margit Sandemo.